# Goodia falcata
Goodia falcata är en fjärilsart som beskrevs av Aurivillius 1893. Goodia falcata ingår i släktet Goodia och familjen påfågelsspinnare. Inga underarter finns listade i Catalogue of Life.